# Опсенар (ТВ серија)
Опсенар (шп. O astro) бразилска је теленовела, продукцијске куће Реде Глобо, снимана 2011.
Добитница је међународне награде Emmy у категорији за најбољу теленовелу 2012.
У Србији је 2016. приказивана на телевизији Маг.

## Синопсис
Еркулано Кинтаниља је мистериозан, утицајан и неодољив заводник. Његова прича почиње када са пријатељем Неком побегне са новцем, али га он издаје, те Еркулано завршава иза решетака. У затвору упознаје Ферагуса, човека који ће га научити уметности опсенарства.
Годинама касније, Еркулано се појављује у престижном клубу — сада је Професор Опсенар, главна атракција локала, захваљујући својим вештинама опсенарства и телепатије. Током једне представе, прелепа жена чини да његове очи засијају. То је Аманда Мело Асунсао, наследница империје Мелових, која је пред банкротом.
Други неочекивани обрт у Еркулановом животу представља пријатељство са Марсиом Ајалом, сином моћног човека Саломаоа Ајале. Мало помало, Еркулано задобија поверење целе породице и доспева на завидну позицију унутар огромне компаније. Међутим, породица која му је подарила пријатеља, такође ће га упознати и са непријатељем - Марсиов стриц Самир по сваку цену жели да се ожени Амандом. Свет породице Ајала гоњене амбицијом биће уздрман трагедијом — мистериозна смрт Саломаоа Ајале бациће сумњу на све чланове и познанике.
У међувремену, прича прати и живот Некоа, Еркулановог старог пијатеља и издајника. Помоћу новца који је пре осам година украо, отворио је салон лепоте, а захваљујући варалачким способностима успева да убеди сестру своје супруге да ради гратис за њега. Уморна од тога да је Неко искоришћава, девојка даје отказ и запошљава се у једном од супермакета породице Ајала, где упознаје Саломаоа, који се безнадежно заљубљује у њу. Међутим, њена права љубав заправо је његов син Марсио.

## Улоге
| Глумац:             | Улога:                                |
| ------------------- | ------------------------------------- |
| Родриго Ломбарди    | Еркулано Кинтаниља (Професор Опсенар) |
| Каролина Фераз      | Аманда Мело Асунсао Кинтанилија       |
| Алини Моарес        | Лилијан Лили Парањос Ајала            |
| Тијаго Фрагозо      | Марсио Ајала                          |
| Марко Риса          | Самир Ајала                           |
| Енри Кастели        | Фелипе Серкејра                       |
| Фернанда Родригез   | Жозефина Жозе Мело Асунсао            |
| Тату Габус Мендес   | Амин Ајала                            |
| Гиљермина Гинли     | Беатриз Шнејдер                       |
| Каролина Кастинги   | Жамили Ајала                          |
| Вера Зимерман       | Нађа Кури Ајала                       |
| Мила Морејра        | Миријам Парањос Ломберти Мело Асунсао |
| Жозе Рунес Шаша     | Јусеф Ајала                           |
| Бел Кучинер         | Силвија                               |
| Селсо Фратесши      | Нелсон Серкејра                       |
| Селма Егреј         | Консоласао Парањос                    |
| Паскоал да Консисао | Инасио                                |
| Жоао Балдасерини    | Енри Сореј                            |
| Франки Менезис      | Клејтон                               |
| Елен Рокиши         | Валерија дос Сантос                   |
| Бернардо Марињо     | Алан Кинтанилија                      |
| Симони Суарес       | Лаура Парањос                         |
| Лука де Кастро      | Жоаким                                |
| Марија Помпеу       | Далва                                 |
| Марсела Муниз       | Доралиси                              |
| Родриго Мендоса     | Убираси                               |
| Изаки Даоре         | Џимас дос Сантос                      |
| Лара Родригиз       | Лурдес Лурђина Гусмао                 |
| Наталија Соуто      | Дас Дорис (Марија дас Дорис Ферејра)  |
| Жеферсон Гоуларчи   | Амизињо (Амин Ајала Филијо)           |
| Анај Романази       | Луиза Белуси                          |
| Луиз Магинели       | Галего                                |
| Туна Дуеки          | Нилоза                                |
| Каролина Шалита     | Тања                                  |
| Маријана Басол      | Кармем                                |
| Рафаел Лосо         | Олаво                                 |
| Урсула Корона       | Елизабет                              |
| Рафаел Примочи      | Артур                                 |
| Пабло Санабио       | Пабло Бандерас                        |
| Антонио Калони      | Наталино Натал Пиментел               |
| Данијел Дантас      | инспектор Еустакио Новаис             |
| Жонас Мело          | др Алберико                           |
| Франциско Куеко     | Ферагус                               |
| Росамарија Морчињо  | Магда Сампајо Магалијањес             |
| Режиналдо Фарија    | Алдолфо Мело Асунсао                  |
| Сержио Мамберти     | отац Лауриндо                         |
| Данијел Филијо      | Саломао Ајала                         |
| Режина Дуарче       | Клотилде Кло Ајала                    |
| Умберто Марчинис    | Ернесто Неко Рамирез де Оливијера     |
| Жулијана Паес       | Нина Морачи                           |